# Ahmet Öğüt
|  | Dieser Artikel wurde auf der Qualitätssicherungsseite des Projekts Bildende Kunst eingetragen. Die Mitarbeiter der QS-Bildende Kunst arbeiten daran, die Qualität der Artikel aus dem Themengebiet Kunst auf ein besseres Niveau zu bringen. Bitte hilf mit, die Mängel dieses Artikels zu beheben und beteilige Dich an der Diskussion. |

Ahmet Öğüt (* 1981 in Diyarbakır, Türkei) ist ein türkischer Konzeptkünstler und Dozent. Öğüt arbeitet in seiner künstlerischen Praxis mit einer breiten Palette von Medien, darunter Video, Fotografie, Installation, Zeichnung und gedruckte Medien.

## Ausbildung
Ahmet Öğüt studierte von 1999 bis 2003 Malerei an der Hacettepe-Universität in Ankara, Türkei. Seinen MFA absolvierte Öğüt von 2003 bis 2006 an der Kunst- und Designfakultät der Yildiz Technical University in Istanbul. Die Jahre 2007 bis 2008 verbrachte er an der Rijksakademie van beeldende kunsten in Amsterdam.

## Leben
Ahmet Öğüt arbeitet mit einer Vielzahl von Medien, darunter Fotografie, Video und Installation, und verwendet oft Humor und kleine Gesten, um seine Kommentare zu eher ernsten oder dringenden sozialen und politischen Themen abzugeben. Öğüt arbeitet regelmäßig mit Menschen außerhalb der Kunstwelt zusammen, um Veränderungen in der Wahrnehmung des Gemeinsamen zu bewirken. Er hat vielfach ausgestellt. Öğüt war Gastprofessor, Mentor, Tutor, Berater, Forschungslehrer an mehreren Schulen. Zu den Schulen gehören das Institut für Kunst im Kontext an der Universität der Künste Berlin; Jan-van-Eyck-Akademie, Maastricht; Sandberg-Institut Amsterdam; Finnische Akademie der Schönen Künste, Helsinki; TransArts – Transdisziplinäre Kunst, Institut für Bildende und Mediale Kunst Universität für angewandte Kunst Wien; und DAI (Niederländisches Kunstinstitut) Arnhem. Öğüt wurde mehrfach ausgezeichnet. Er vertrat die Türkei zusammen mit Banu Cennetoğlu auf der 53. Biennale von Venedig (2009).

## Auszeichnungen (Auswahl)
- 2013: The Visible Award for The Silent University, Cittadellarte, Fondazione Pistoletto & Fondazione Zegna, IT
- 2012: The Special Prize, Future Generation Art Prize, Pinchuk Art Centre, Kiev, UA
- 2011: De Volkskrant Beeldende Kunst Prijs 2011, NL
- 2010: Kunstpreis Europas Zukunft, Museum of Contemporary Art (GfZK) Leipzig, DE

## Werke
Öğüt ist Gründer der Silent University. Dieses Kunstprojekt und Solidaritätsnetzwerk bietet seit 2012 migrantischen Akademikerinnen und Akademikerin eine Plattform des Wissensaustauschs jenseits institutioneller und bürokratischer Hürden. Die Silent University unterhält in mehreren europäischen Ländern Zweigstellen. Das Projekt steht in der Tradition der Bürgeruniversitäten, wie sie etwa Joseph Beuys mit der Free International University ab 1973 initiierte.

### Installationen (Auswahl)
- 2015: Workers taking over the factory
- 2014: Anti-Debt Monolithen
- 2012: The Castle of Vooruit
- 2011: Stones to throw
- 2010: Black Diamond
- 2010: River Crossing Puzzle
- 2009: Exploded City
- 2008: Perfect Lovers
- 2008: Across the Slope

## Einzelausstellungen (Auswahl)
- 2022 Jump up!, MoCA Skopje – Museum of Contemporary Art, MK
- 2022 Appointed Directors, A:D: Curatorial, Berlin
- 2021  It can and has been, Dirimart, Istanbul, TR
- 2020 History Otherwise, Wei-Ling Contemporary, Kuala Lumpur, MY
- 2019 The Missing T, Merdiven Art Space, Istanbul, TR
- 2019 Happy Together: Collaborators Collaborating, La Galerie de l'Universite du Quebec en Outaouais (GUQO), Quebec, CA
- 2018 Bakunin's Barricade, Kunstverein Dresden
- 2017 Hotel Resistance, KOW, Berlin
- 2017 Ahmet Öğüt, Kunsthal Charlottenborg, Copenhagen, DK
- 2017 Goshka Macuga & Ahmet Öğüt, Kunstinstitut Melly (formerly known as The Witte de With Center for Contemporary Art) Rotterdam, NL
- 2016 Round-the-clock, ALT Bomonti, Istanbul, TR
- 2016 Studio Öğüt, Galerie Wedding, Berlin
- 2015 Forward! Vooruit!, Van Abbemuseum, Eindhoven, NL
- 2015 Happy Together: Collaborators Collaborating, Chisenhale Gallery, London
- 2014 We Won’t Leave, Parking Gallery VANSA, Johannesburg, ZA
- 2014 Ljubljana Express: 10 Years of Distance, Galeri Siyah Beyaz, Ankara, TR
- 2014 Apparatuses of Subversion, Horst-Janssen-Museum, Oldenburg, DE
- 2014 Strategies for Radical Democracy, The Blackwood Gallery at University of Toronto, CA
- 2013 Fahrenheit 451: Reprinted, Checkpoint Helsinki, Helsinki, FI
- 2013 When the axis of the Hamster's wheel is lodged inside Sisyphus' boulder, Stacion – Center for Contemporary Art Prishtina, KV
- 2012 This exhibition’s factual accuracy may be compromised due to its practical nature, Künstlerhaus Stuttgart
- 2012 Ahmet Öğüt, Protocinema/Itinerant, New York, US
- 2012 Or whistle spontaneously, Delfina Foundation, London
- 2011 Modern Essays 1: Across the Slope, SALT Beyoglu, Istanbul, TR
- 2011 Once upon a time a clock-watcher during overtime hours, Fondazione Giuliani, Rom
- 2011 Stones to throw, Kunsthalle Lissabon, Lisbon, PT
- 2011 Speculative Social Fantasies, Contemporary Art Centre of South Australia (CACSA), Adelaide, AU
- 2010 Exploded City / MATRIX 231, The Matrix Program, UC Berkeley Art Museum, USA
- 2010 Black Diamond – Het Oog 3, Van Abbemuseum, Eindhoven, NL
- 2010 Informal Incidents, Stedelijk Museum Bureau Amsterdam (SMBA), NL
- 2010 alpha 2000 – Art Prize „Europas Zukunft“, Museum of Contemporary Art (GfZK) Leipzig
- 2010 Speculative Social Fantasies, Artspace Visual Arts Centre in Sydney, AU
- 2010 Ricochet # 4, Museum Villa Stuck, München
- 2010 Underestimated Zones, Laumeier Sculpture Park, St. Louis, US
- 2009 Mind The Gap, Peep-Hole, Milan, IT
- 2009 Things we count, Künstlerhaus Bremen
- 2008 Mutual Issues, Inventive Acts, Kunsthalle Basel, CH
- 2008 Across the Slope, Centre d’Art Santa Monica, Barcelona, ES
- 2007 Softly But Firmly, Galerija Miroslav Kraljevic, Zagreb, HR
- 2006 Ahmet Öğüt and Borga Kantürk, Platform Garanti CAC, Istanbul, TR
- 2005 Ahmet Öğüt, Mala Galerija / The Museum of Modern Art of Ljubljana, SI[1]

## Öffentliche Sammlungen (Auswahl)
- Sammlung Goetz, München
- FRAC Nord-Pas de Calais, Dunkerque, FR
- Laumeier Sculpture Park, St. Louis, USA
- KIASMA Museum of Contemporary Art, Helsinki, FI
- Van Abbemuseum, Eindhoven, NL
- Fondazione Giuliani, Rome, IT
- MSU Broad Art Museum, East Lansing, USA
- Vehbi Koç Foundation, Istanbul, TR